# 883 (groupe)
Le 883 est un groupe italien de pop, originaire de Pavie. Formé en 1991, il est composé à l'origine par Max Pezzali et Mauro Repetto, puis par Pezzali et d'autres artistes. Le nom 883 n'est plus utilisé depuis 2003.
Avec ses deux premiers albums, Hanno ucciso l'Uomo Ragno et Nord sud ovest est, le 883 occupe le devant de la scène pop italienne pour les jeunes, et ses textes originaux deviennent un manifeste retentissant dans les années 1990 en Italie,,.
Bien qu'il soit généralement catégorisé pop,, le groupe emprunte des sonorités axées dance, rock et parfois hip-hop,.

## Biographie

### Débuts
L'histoire du groupe 883 commence à Pavie dans les années 1980, lorsque deux amis du lycée scientifique d'État Nicolas-Copernic (Liceo Scientifico Statale Niccolò Copernico), Max Pezzali et Mauro Repetto, commencent à écrire des chansons. La première occasion de montrer leur talent artistique vient en 1989, lorsqu'ils participent au programme 1-2-3 Jovanotti, menée à l'époque par Lorenzo Cherubini, alias Jovanotti. Ils adoptent le nom de I Pop (Les Pop). Ils n'atteignent pas cependant le succès escompté.

### Hanno ucciso l'Uomo Ragno(1991-1992)
Quelque temps plus tard, la rencontre avec Claudio Cecchetto s'avoue décisive, et le trio commence à travailler sur de nouveaux morceaux, cette fois en italien, en changeant le nom du groupe de Pop en 883, chiffre inspiré de la capacité de la moto Sportster de la marque Harley-Davidson. Pezzali et Repetto participent au Festival de Castrocaro de 1991, avec la chanson Non me la menare. Ils obtiennent un certain succès. Le groupe adopte un style musical qui, depuis de nombreuses années, est une « marque de fabrique » : textes directs principalement adressés aux jeunes, riches, argotiques, et inspirés de situations quotidiennes ordinaires dans lesquelles ils peuvent facilement s'identifier. Quelque temps plus tard, le groupe publie son deuxième single, 6/1/sfigato.
En 1992, le groupe publie son premier album, Hanno ucciso l'Uomo Ragno, qui mêle mélodies pop et rock et, à certaines occasions, le hip-hop. La couverture de l'album est travaillée dans le pur style pop art, dans laquelle les portraits de Max et Mauro apparaissent dans un ballon, tout en observant un groupe de personnes qui, sur le toit d'un gratte-ciel, entourent un corps recouvert d'un drap. Le single homonyme devient un tube d'été en 1992, et l'album compte 650 000 d'exemplaires vendus, sans aucun support publicitaire et sans création de clips vidéo. L'album atteint presque immédiatement la première position des albums les plus vendus en Italie, et permet au 883 de remporter le Telegatto dans les catégories de « révélation de l'année » et de « meilleur album », les World Music Awards dans la catégorie « meilleur groupe italien » et le prix de « révélation de l'année » pour Vota la voce.

### Nord sud ovest est(1993)
Pezzali et Repetto lancent l'album Nord sud ovest est en 1993. Lancé par des chansons comme Sei un mito et Come mai, l'album dépasse le succès de son prédécesseur avec plus de 1 350 000 exemplaires vendus. L'album remporte l'édition 1993 du Festivalbar, les troisième et quatrième Telegatto (dans les catégories de meilleur groupe et meilleur album de l'année) et pour la deuxième année consécutive aux World Music Awards. Come mai (en collaboration avec Fiorello) remporte le succès au Festival Italiano. De par le succès engendré, Nord sud ovest est est également publié en version VHS, accompagnée de tous les clips vidéo des chansons, vendue à 130 000 exemplaires. Le 883 devient un phénomène culturel : ils adoptent des textes accessibles à tous, parlent de problèmes sincères et directs, types des adolescents qui ne se sentent pas reconnus par la société.

## Membres

### Derniers membres
- Max Pezzali - voix (1989-2003)
- Alberto Tafuri - clavier électronique (1996-2003)
- Massimiliano Pelan - guitare (2002-2003)
- Matteo Bassi - basse, voix secondaire (1999-2003)
- Mario Zapparoli - batterie, percussions (2002-2003)

### Ex membres
- Mauro Repetto - voix secondaire, séquenceur, guitare rythmique (1989-1994)
- Paola Iezzi - voix secondaire (1995-1996)
- Chiara Iezzi - voix secondaire (1995-1996)
- Jacopo Corso - guitare (1995-1996)
- Sandro Verde - clavier (1995-1996)
- Leandro Misuriello - basse (1995-1996)
- Roberto Drovandi - basse (1996-1997)
- Ivan Ciccarelli - batterie, percussions (1995-1998)
- Piero Cazzago - guitare (1996-1999)
- Roberto Priori - guitare (1995-1998)
- Roberto Melone - basse (1997-1999)
- Gabriel Nuzzoli - percussions (1997-1999)
- Fabrizio Frigeni - guitare (1998-2002)
- Eugenio Mori - batterie (1998-2001)
- Claudio Borrelli - percussions (1999-2001)
- Daniele Moretto - trombone, voce secondaria (1995-2001)
- Michele Monestiroli - saxophone, voce secondaria (1995-2001)
- Matteo Salvadori - guitare (1997-2002)
- Daniele Gregolin - guitare, voce secondaria (2000-2002)
- Emiliano Bassi - batterie (2001-2002)
- Marco Guarnerio - guitare solo (1995-2001)
- Pier Paolo Peroni - tastiera, voix secondaire (1995-2001)
- Marco Barusso - guitare (1996-1997)

## Discographie

### Albums studio
- 1992 : Hanno ucciso l'uomo ragno
- 1993 : Nord sud ovest est
- 1995 : La donna il sogno & il grande incubo
- 1997 : La dura legge del gol!
- 1999 : Grazie mille
- 2001 : Uno in più
- 2004 : Il Mondo Insieme A Te
- 2005 : Tutto Max

### Singles
- 1992 : Non me le menare
- 1992 : 6 1 sfigato
- 1992 : S'inkazza
- 1992 : Te la tiri
- 1992 : Hanno ucciso l'uomo ragno
- 1992 : Jolly blue
- 1992 : Con un deca
- 1993 : Sei un mito
- 1993 : Come mai
- 1993 : Rotta x casa di Dio
- 1993 : Nord sud ovest est
- 1993 : Nella notte
- 1994 : Chiuditi nel cesso
- 1995 : Senza averti qui
- 1995 : Fattore S
- 1995 : Non sei Bob Dylan
- 1995 : Il grande incubo
- 1995 : Ma perchè
- 1995 : Gli avvoltoi
- 1995 : O me(o quei decicienti lì)
- 1995 : Ti sento vivere
- 1995 : Tieni il tempo
- 1995 : La radio a 1000 W
- 1995 : Una canzone d'amore
- 1995 : Gli anni (singolo)
- 1997 : La regola dell'amico
- 1997 : Nessun rimpianto
- 1997 : Se tornerai
- 1997 : La dura legge del gol
- 1997 : Un giorno così
- 1998 : Io ci sarò
- 1999 : Grazie mille
- 1999 : La regina del Celebrità
- 1999: Nient'altro che noi
- 1999 : Viaggio al centro del mondo
- 2001 : Bella vera
- 2001 : Come deve andare
- 2001 : La lunga estate caldissima
- 2001 : 1 in +
- 2002 : Ci sono anch'io
- 2003 : Quello che capita